# Wikipedia en danés
La Wikipedia en danés (en danés: Dansk Wikipedia) es la versión en danés de Wikipedia. Ha comenzado el 1 de febrero de 2002. Estando a finales de julio de 2005, tenía casi 27 000 artículos. A partir del 15 de noviembre de 2018, cuenta con 307 485. La profundidad de su artículo es de 66.44 (a partir de octubre de 2017), un poco por debajo del valor medio, pero el mejor de los Wikis en Escandinavia y Finlandia.

## Hitos
- 1 de febrero de 2002: empieza Wikipedia en danés.
- 2 de febrero de 2002: primer artículo.
- Junio de 2003: 10 000 artículos.
- Julio de 2005: 25 000 artículos.
- 30 de septiembre de 2006: 50 000 artículos.
- 29 de diciembre de 2008: 100 000 artículos.
- 25 de mayo de 2011: 150 000 artículos.
- 11 de junio de 2015: 200 000 artículos.
- 31 de diciembre de 2016: 222 222 artículos.